# Synagoga w Peki’in

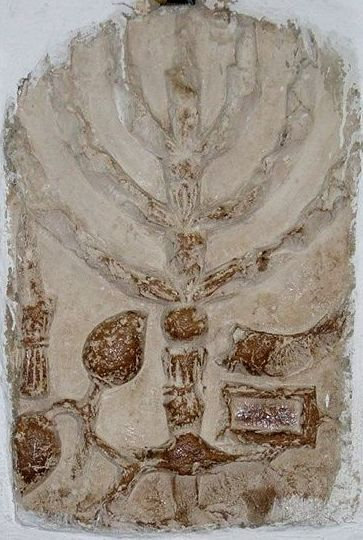
Jedna z kamiennych tablic

Synagoga w Peki’in (hebr. בית הכנסת העתיק של פקיעין) – synagoga znajdująca się w Peki’in w północnym Izraelu.
Synagoga została zbudowana w 1873 roku, zapewne na miejscu wcześniejszej z czasów rabbiego Szymona bar Jochai z około III i IV wieku. Według lokalnej tradycji synagogę zbudowano na miejscu beit ha-midraszu rabbiego Joszua ben Hananiaha, który żył w II wieku.
W 1926 i 1930 roku znaleziono w niej 2 kamienne tablice z okresu Drugiej Świątyni. Na pierwszej znajdują się wizerunki menory, szofaru i lulawu, a na drugiej brama z kolumnami po bokach, które zapewne symbolizująca bramę do Świętego Świętych. W 1955 roku budowla była remontowana z funduszy izraelskiego ministerstwa religii. Synagoga jest obecnie nieczynna, ale można ją zwiedzać.